# Thomisus keralae
Thomisus keralae är en spindelart som beskrevs av Biswas och Roger Roy 2005. Thomisus keralae ingår i släktet Thomisus och familjen krabbspindlar. Inga underarter finns listade i Catalogue of Life.